# Miconia caelata
Miconia caelata là một loài thực vật có hoa trong họ Mua. Loài này được (Bonpl.) DC. mô tả khoa học đầu tiên năm 1828.